# Szaljut–1

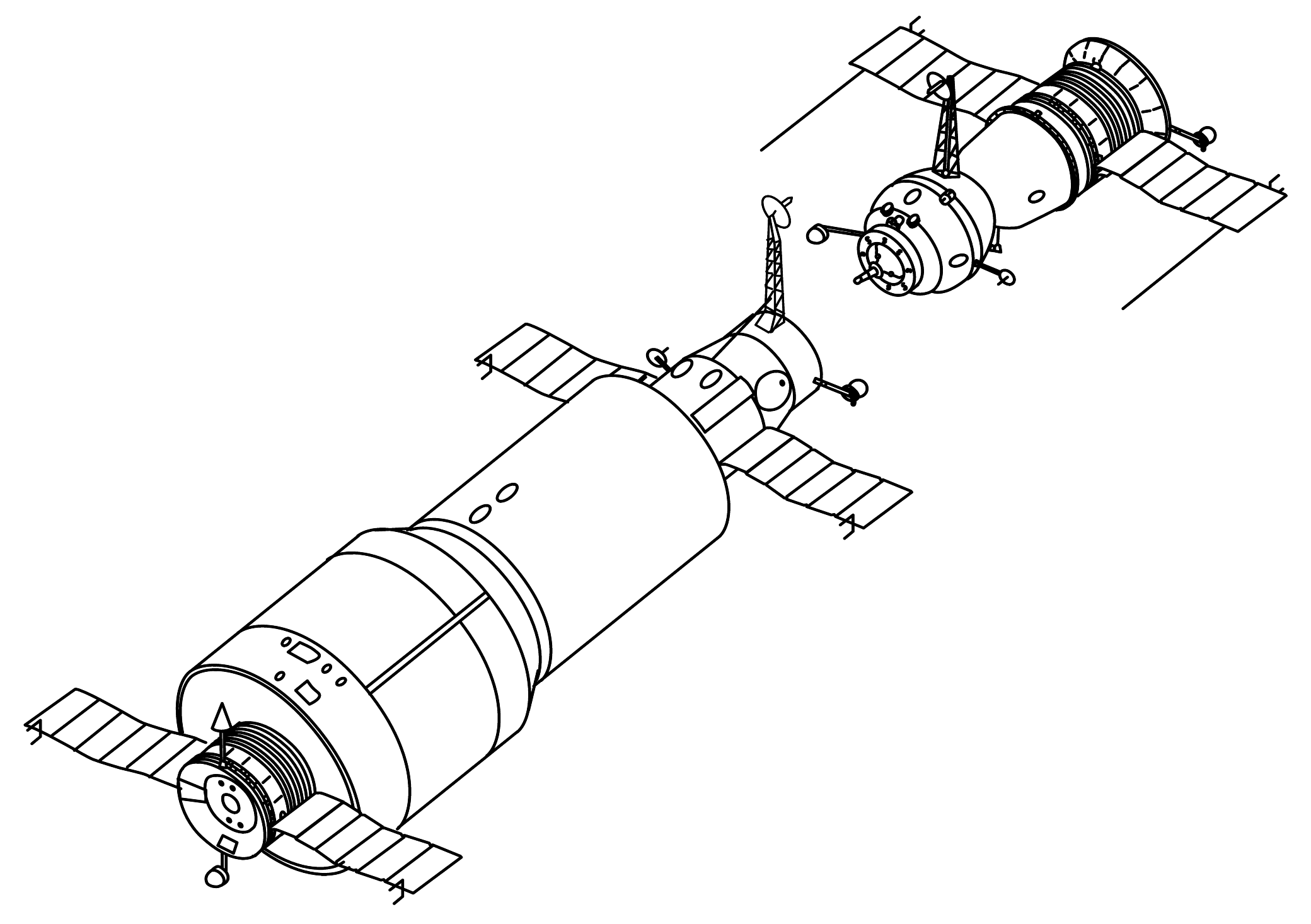
A Szaljut–1 és egy Szojuz 7K–OKSZ típusú űrhajó

Szaljut–1 (oroszul: Салют 1) volt az első szovjet emberes teszt űrállomás, amely hosszútávú szolgálatra űrhajósokat fogadott (eredeti neve Zarja, a Szaljut nevet később kapta). Az Almaz katonai űrállomás módosított változata.

## Küldetés
A szovjet Hold-program leállítása tette lehetővé az emberes űrállomás-program elindítását. Célja, hogy mikrogravitációs környezetben teszteljék az űrállomás elemeit, a tudományos kutatások és kísérletek végrehajtásának lehetőségeit.

## Története
Vlagyimir Nyikolajevics Cselomej, az OKB–52 (ma: NPO Masinosztrojenyija) vezetője irányította az Almaz típusú katonai űrállomás fejlesztését. Az Almaz program leállításával, más hosszú időtartamú űrállomás programot/DOS (Долговременная Орбитальная Станция) dolgoztak ki a folyamatosan jelentkező, egyre megújuló katonai (fotófelderítő) és polgári feladatok teljesítésére. Az űregységet giroszkóppal stabilizálták. Programjának teljesítését fedélzeti számítógép (ARGON – elektroncsöves) segítette. Az űrállomás testét Szojuz űrhajó, a katonai Almaz űrállomás és az R–7 Szemjorka egységeiből állították össze. A szabványosítottan, sorozatgyártással készülő Szojuz űrhajó (későbbi típusaival – teheráru; üzemanyag) alkalmazásával tervezték biztosítani az állandó személyzetet. A Szaljut űrállomás 1970. február 16-án kapta meg az építési engedélyt, elkészítésére 1,5 évet biztosítottak.

## Jellemzői
Építette a Hrunyicsev Gépgyár. A kutatási programot összeállította a szovjet Tudományos Akadémia tudományos csoportja. A szovjet űrkutatást a Honvédelmi Minisztérium (Министерство обороны – MO) irányította, felügyelte, valamint alkalmazta a katonai (repüléshez kapcsolódó) felkészültséggel rendelkező űrhajósokat.
Megnevezései: Saljut–1; DOS–1 (ДОС–1 – Долговременная  Орбитальная Станция); COSPAR: 1971-032A; GRAU-kódja: 11F715 (17KS modell, sorozatszám 121); kódszáma: 5160.
1971. április 19-én a Szaljut-program keretében Bajkonurból az LC–81/24 (LC–Launch Complex) jelű indítóállványról egy Proton–K (254-01) hordozórakétával állították alacsony Föld körüli pályára (LEO = Low-Earth Orbit). Orbitális pályája 88,5 perces, 51,6 fokos hajlásszögű, elliptikus pálya-perigeuma 200 kilométer, apogeuma 222 kilométer volt.

## Alapadatok
- lehetséges űrhajósok száma: 3 fő
- elfoglalt napok: 24 nap
- villamos teljesítmény: 1000 W
- bruttó tömege: 18 210 kilogramm
- hossza: 15,8 méter
- belső hossza: 13,6 méter
- hasznos tér: 9,80 méter
- átmérő: 4,15 méter
- hermetikus terek légköbmétere: 82,5 m³
- folyamatosan használható szabad terek: 47 m³
- fordulatok száma: 2929
- megtett távolság: 118 602 524 kilométer, 73 696 192 mérföld

Az űreszköz öt részből tevődött össze 
1. az első a passzív dokkolórendszer a zsilipkamrával (hossza 2, átmérője 1–3 méter). Egyetlen zsilipkamra és dokkolószerkezet volt, ezért csak egy űrhajót fogadhatott.
2. a második, a nyomás alatt lévő fő rész (átmérője 4 méter; 7 munkahellyel), rajta 20 ablakot kiépítve,
3. a harmadik nyomás alatt lévő rész tartalmazta: a vezérlő-, a kommunikációs, az áramellátó, a létfenntartó rendszereket, valamint egyéb kiegészítő berendezéseket,
4. negyedik részben (átmérője 2 méter, nyomásszabályozás nélkül) helyezték el a hajtóanyag-tartályt, a pályaelemek biztosítását szolgáló motorokat, az éjszakai (földárnyék) energiaellátását biztosító kémiai akkumulátorokat, az oxigéntartályt, a vizet és a regenerációs rendszereket.
5. az ötödik terület: az űrállomás testére (balra és jobbra) szerelték a 4 darab (szilícium fotocellák) napelem-paneleket (fesztávolságuk 16,5 m), kint kapott helyet a hőszabályzó rendszer, a helyzetmeghatározó egység, egyéb berendezések.

Szojuz–11 legénységének programja
1. az űrállomás üzembe helyezése, irányítóközponttal történő kapcsolat tesztelése, ellenőrző mérések végrehajtása, fedélzeti rendszerek üzempróbája,
2. az űrállomás pozíciójának meghatározása, üzemi magasságba emelése,
3. a Föld tanulmányozása: geológiai, ásványtani, mezőgazdasági, meteorológiai (felső rétegek; hó- és jégtakaró; tengerek; viharzónák, stb. vizsgálata),
4. a világűr tanulmányozása: fizikai jellemzők, folyamatok és jelenségek különböző tartományokban, csillagászati mérések,
5. orvos-biológiai vizsgálatok: az emberi szervezetre ható mikrogravitációs tényezők mérése; védelmi lehetőségek alkalmazása (gyógyszer, torna).

## Fogadott űrhajók
(zárójelben az indítás dátuma)
- Szojuz–10 (1971. április 23.) – sikertelen dokkolás. A néhány nap múlva érkező Szojuz–10 űrhajó nem tudott kikötni az űrállomáson. A Népszabadság az eseményről így számolt be: "Az űrhajó és a Szaljut űrállomás össze- és szétkapcsolását gyakorolták, új szerkezetet próbáltak ki."  A valóságban az történt, hogy a két eszköz közötti átjárót nem tudták kinyitni, ezért a küldetést megszakították.[3]
- Szojuz–11 (1971. június 6.) – sikeres dokkolás, a személyzet három hetet töltött az űrállomáson. Georgij Dobrovolszkij, Vlagyiszlav Volkov és Viktor Pacajev több mint 3 hétig dolgozott a fedélzetén. Visszatéréskor az űrhajóból kiszökött a levegő, és mindhárman meghaltak.

1971. október 11-én 175 nap (0,48 év) után földi parancsra belépett a légkörbe és megsemmisült.